# Siemianice (województwo dolnośląskie)
Siemianice (niem. Schimmelwitz) – wieś w Polsce położona w województwie dolnośląskim, w powiecie trzebnickim, w gminie Oborniki Śląskie.

## Podział administracyjny
W latach 1975–1998 miejscowość położona była w województwie wrocławskim.

## Zabytki
Do wojewódzkiego rejestru zabytków wpisany jest:
- zespół pałacowy, z lat 1869-1906:
  - pałac
  - park

## Galeria

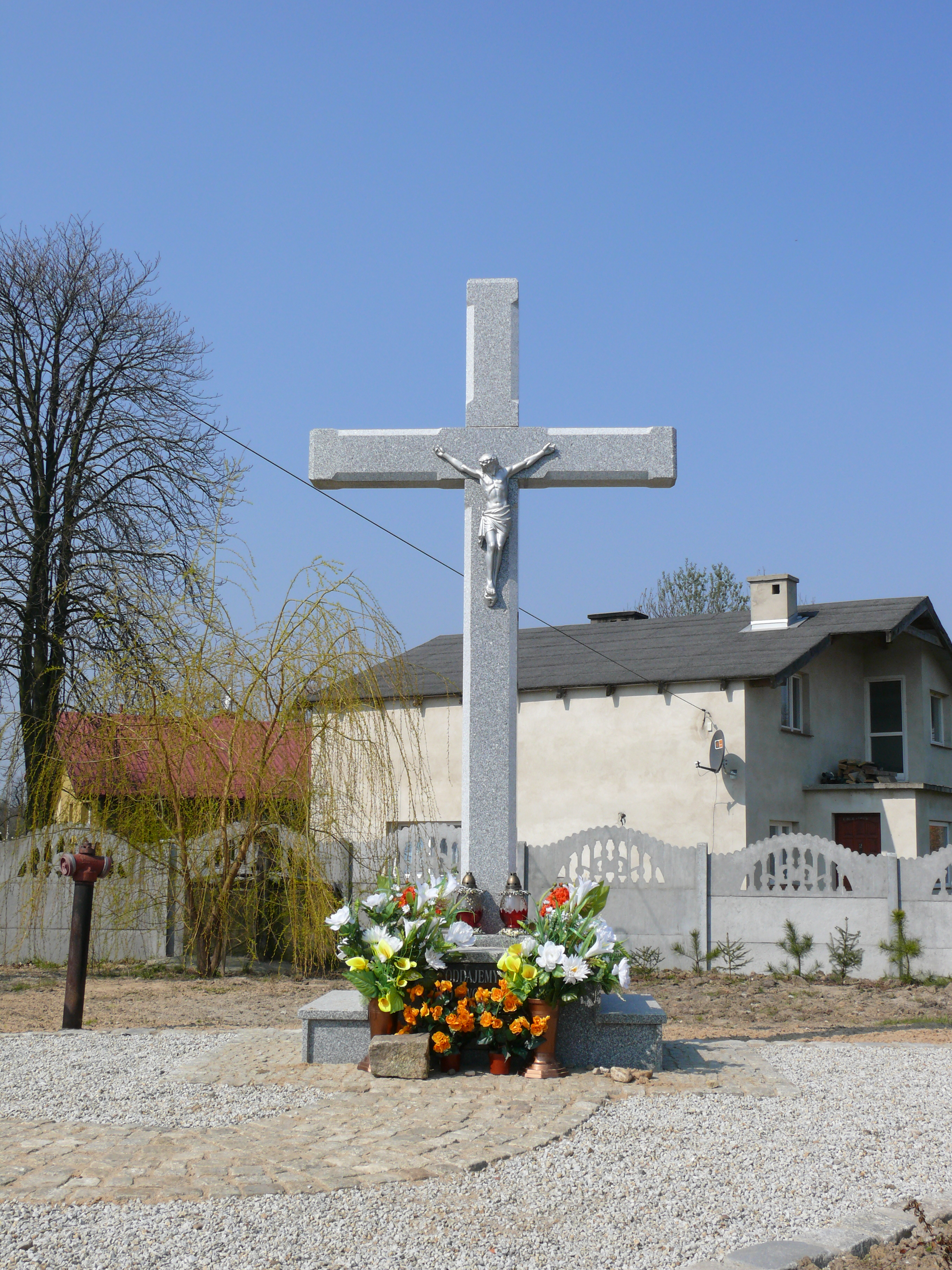
Krzyż postawiony w grudniu 2007 r. w miejscu starego krzyża
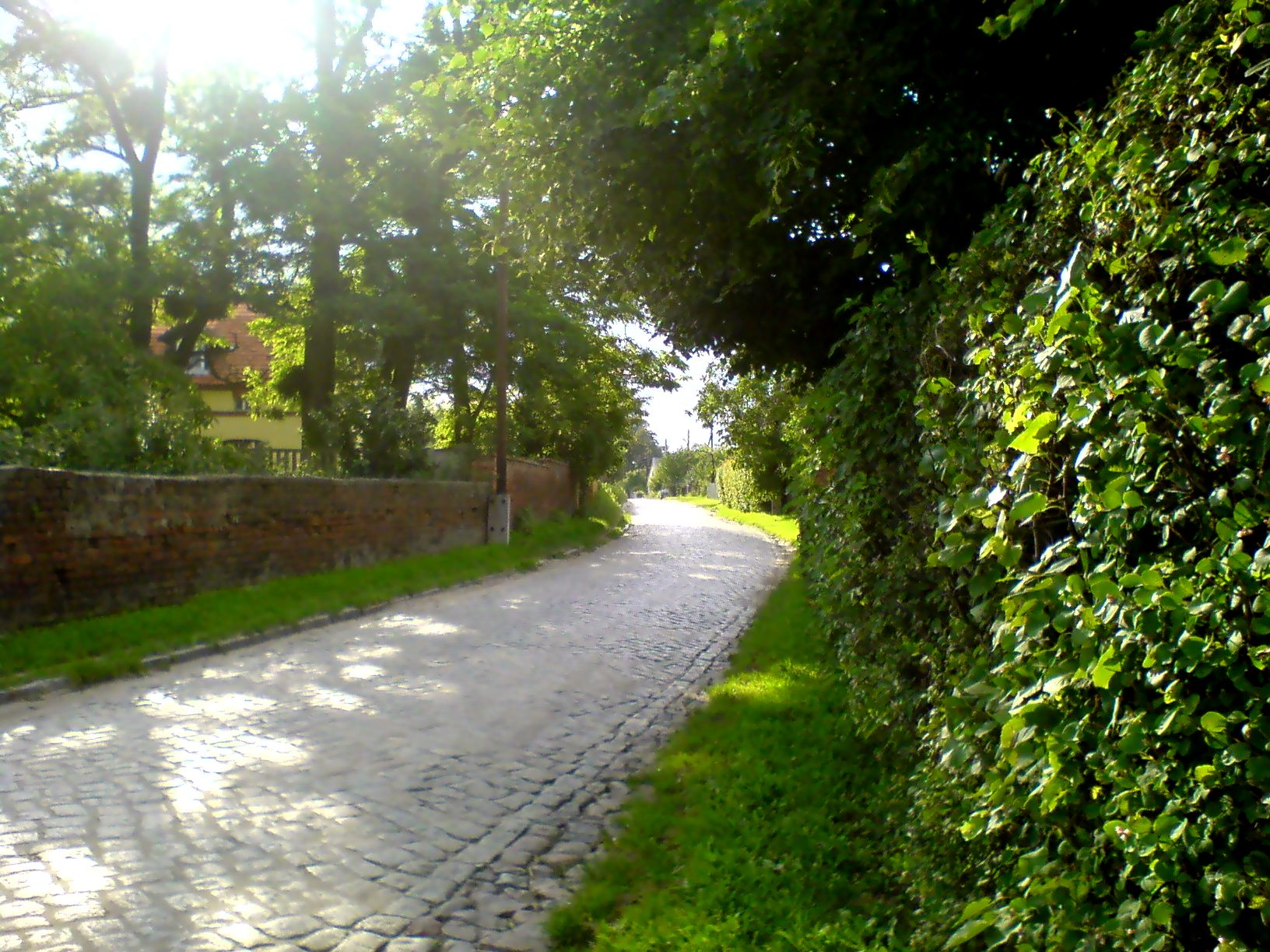
Droga do Morzęcina Wielkiego